# Vilșana
Vilșana (în ucraineană Вільшана) este o așezare de tip urban din raionul Horodîșce, regiunea Cerkasî, Ucraina. În afara localității principale, nu cuprinde și alte sate.

## Demografie
Componența lingvistică a așezării de tip urban Vilșana
     Ucraineană (98,38%)
     Rusă (1,45%)
     Alte limbi (0,13%)
Conform recensământului din 2001, majoritatea populației așezării de tip urban Vilșana era vorbitoare de ucraineană (98,38%), existând în minoritate și vorbitori de rusă (1,45%).

## Legături externe
- pl Olszana, miasteczko przy ujściu ruczaju Maźniki do rzeczki Olszanki în Dicționarul geografic al Regatului Poloniei și al altor țări slave, volum VII (Netrebka — Perepiat) 1886

- pl Olszana, miasteczko, powiat zwinogródzki în Dicționarul geografic al Regatului Poloniei și al altor țări slave, volum XV, p. 2 (Januszpol — Wola Justowska)1902